# حمام و غسالخانه بارده
حمام و غسالخانه تاریخی بارده، مربوط به دوره پهلوی اول است و در شهرستان بن، روستای بارده واقع شده است. این اثر در تاریخ ۱۲ شهریور ۱۳۸۶ با شمارهٔ ثبت ۱۹۴۷۵ به‌عنوان یکی از آثار ملی ایران به ثبت رسیده است.